# Карибжанов, Жаныбек Салимович
Карибжанов Жаныбек Салимович (каз. Кәрібжанов Жәнібек Сәлімұлы; род. 23 ноября 1948, село Айбас, Шербакульский район, Омская области), аким Восточно-Казахстанской области с 2007 по 2008 год, кандидат экономических наук.

## Биография
Родился 23 ноября 1948 года селе Айбас Шербакульского района Омской области. Происходит из рода багыс рода атыгай племени аргын.
В 1971 году окончил экономический факультет Омского сельскохозяйственного института по специальности экономист; В 1977 году — аспирантуру Всесоюзного научно-исследовательского института кибернетики. Владеет казахским, русским, английским языками.
С 1971 года — старший инженер, преподаватель Омского сельскохозяйственного института, затем — научный работник, заведующий лабораторией ВНИИ кибернетики (Москва).
С 1982 года — экономист, директор сельскохозяйственного предприятия.
С 1988 года — первый заместитель председателя Госагропрома и министр сельского хозяйства КазССР.
С 1991 года — заведующий отделом финансов и труда Аппарата Президента РК и Кабинета Министров РК.
С 1992 года — глава Кокшетауской областной администрации.
С 1993 года — заместитель Премьер-Министра, председатель Государственного комитета РК по государственному имуществу.
С 1994 года — министр сельского хозяйства РК.
С 1997 года — глава Акмолинской областной администрации; с декабря — заместитель Премьер-Министра РК.
В 1999 году — заместитель Премьер-Министра РК и министр сельского хозяйства РК.
С июля 1999 года — советник Президента РК.
С ноября 2001 по 2007 год — Чрезвычайный и Полномочный Посол РК в КНР, с марта 2003 по 2007 год — Чрезвычайный и полномочный посол РК в Социалистической Республике Вьетнам, Монголии, КНДР по совместительству.
С 11 января 2007 по 7 мая 2008 года — аким Восточно-Казахстанской области.
С 14 мая 2008 года — вице-спикер мажилиса (нижней палаты парламента) Казахстана.
С 8 апреля 2010 года — специальный представитель Действующего Председателя ОБСЕ по Кыргызстану.
Почетный Президент Федерации стрельбы из лука РК.
Депутат Верховного Совета РК 12-го созыва.

## Награды
- Орден «Барыс» II степени (2010)[4]
- Орден «Парасат» (1997)
- Медаль «Астана» (1998)
- Юбилейная медаль «Қазақстан Республикасының тәуелсіздігіне 10 жыл» (2001)
- Юбилейная медаль «Тылға 50 жыл» (2004)
- Юбилейная медаль «Қазақстан Конституциясына 10 жыл» (2005)
- Орден «Достык» (2005)
- Юбилейная медаль «Қазақстан Республикасының Парламентіне 10 жыл» (2006)
- Юбилейная медаль «10 лет Астане» (2008)[5]
- Орден «Барыс» 1 степени из рук президента в Акорде (14 декабря 2018)[6]